# Pedioscopus busonioides
Pedioscopus busonioides är en insektsart som beskrevs av Baker 1915. Pedioscopus busonioides ingår i släktet Pedioscopus och familjen dvärgstritar. Inga underarter finns listade i Catalogue of Life.